# Мужская сборная Уругвая по баскетболу 3×3
Мужская сборная Уругвая по баскетболу 3×3 представляет Уругвай на международных соревнованиях по баскетболу 3×3. Управляющим органом является Федерация баскетбола Уругвая (исп. Federacion Uruguaya de Basketball, FUBB).
По состоянию на 13 сентября 2024, мужская сборная Уругвая по баскетболу 3×3 занимает 65-е место в мировом рейтинге ФИБА мужских сборных по баскетболу 3×3.

## Результаты выступлений
| Турнир                           | Золото | Серебро | Бронза | Всего |
| -------------------------------- | ------ | ------- | ------ | ----- |
| Чемпионат мира по баскетболу 3×3 | —      | —       | —      | —     |
| Чемпионат Америки (3×3 AmeriCup) | —      | —       | —      | —     |
| Панамериканские игры             | —      | —       | —      | —     |
| Итого                            | —      | —       | —      | —     |

### Чемпионат мира по баскетболу 3×3
| Год           | Место          | Игры           | Победы         | Поражения      | Состав команды                                                                 |
| ------------- | -------------- | -------------- | -------------- | -------------- | ------------------------------------------------------------------------------ |
| 2012          | не участвовали | не участвовали | не участвовали | не участвовали | не участвовали                                                                 |
| Москва 2014   | 13             | 6              | 3              | 3              | Demiàn Alvarez, Nicolàs Borsellino Donatti, Emiliano Giano, Fernando Gutierrez |
| Гуанчжоу 2016 | 8              | 5              | 2              | 3              | Fabiàn Cabrera, Juan Garbarino, Emiliano Gonzalez, Sebastian Gonzalez          |
| 2017—н. в.    | не участвовали | не участвовали | не участвовали | не участвовали | не участвовали                                                                 |

### Чемпионат Америки по баскетболу 3×3 (AmeriCup)
| Год           | Место          | Игры           | Победы         | Поражения      | Состав команды                                                                                |
| ------------- | -------------- | -------------- | -------------- | -------------- | --------------------------------------------------------------------------------------------- |
| Майами 2021   | 10             | 2              | 0              | 2              | Demiàn Alvarez, Sebastian Ottonello, Fede Pereiras, Ignacio Xavier                            |
| 2022          | не участвовали | не участвовали | не участвовали | не участвовали | не участвовали                                                                                |
| Сан-Хуан 2023 | 5              | 3              | 2              | 1              | Demiàn Alvarez, Esteban Damian Batista Hernandez, Rodrigo Cardozo Grudnicki, Agustin Da Costa |

### Панамериканские игры
| Год           | Место          | Игры           | Победы         | Поражения      | Состав команды                                                        |
| ------------- | -------------- | -------------- | -------------- | -------------- | --------------------------------------------------------------------- |
| 2019          | не участвовали | не участвовали | не участвовали | не участвовали | не участвовали                                                        |
| Сантьяго 2023 | 5              | 3              | 1              | 2              | Demian Alvarez, Nicolas Borsellino, Rodrigo Cardozo, Santiago Ramirez |